# Mario Golf: Toadstool Tour
Mario Golf: Toadstool Tour, conhecido no Japão como Mario Golf: Family Tour (マリオゴルフ ファミリーツアー) é um jogo eletrônico de golfe de 2003 desenvolvido pela Camelot Software Planning e publicado pela Nintendo para o Nintendo GameCube. É a continuação do grande sucesso de 1999 da Nintendo 64, Mario Golf; e é o quinto jogo da série Mario Golf. Foi lançado na América do Norte em 29 de julho de 2003 no Japão em 5 de setembro de 2003, e na região PAL em 18 de junho de 2004.